# Pfarrkirche Neudau

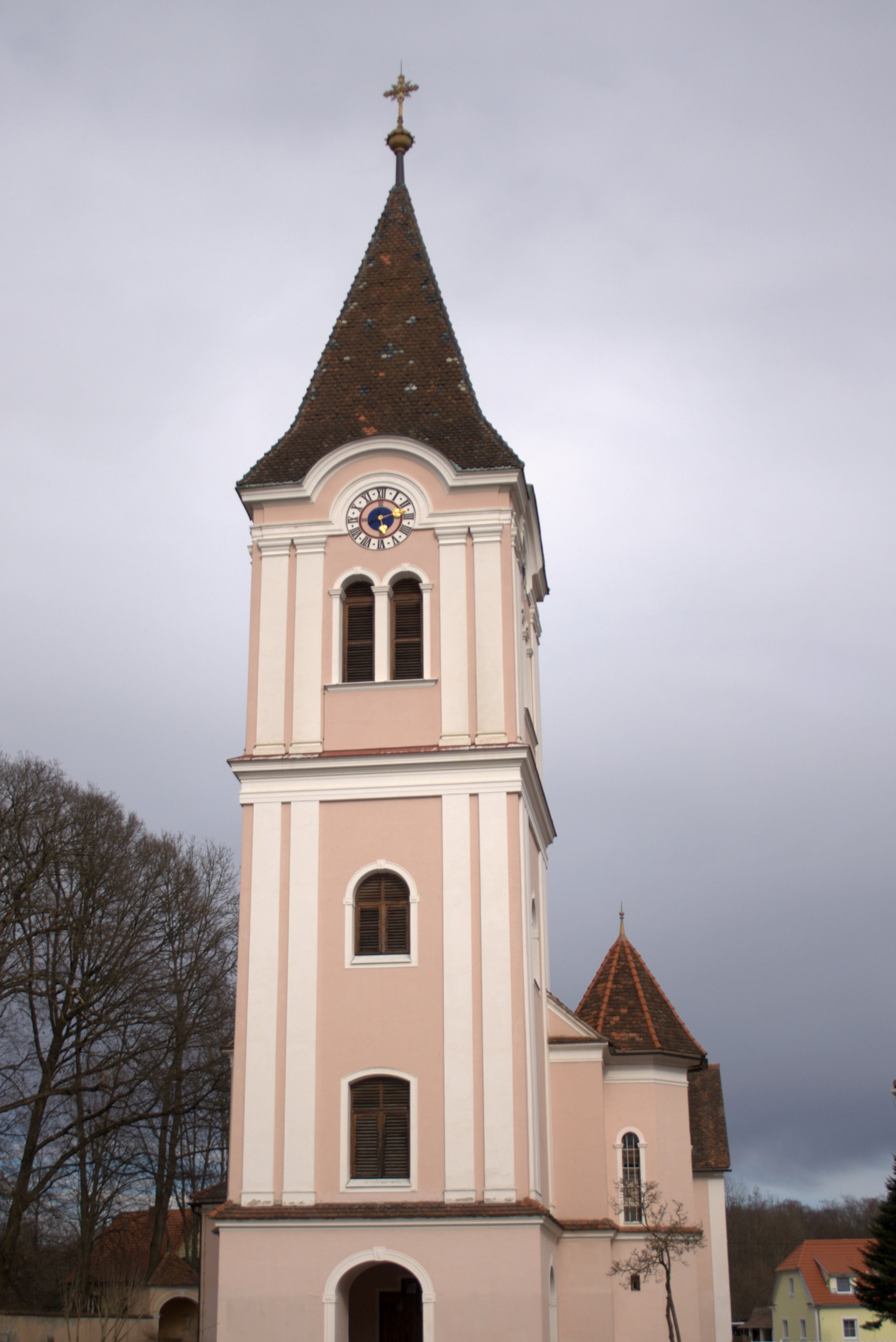
Pfarrkirche hl. Andreas

Die römisch-katholische Pfarrkirche Neudau steht im Ort Neudau in der Marktgemeinde Neudau in der Steiermark. Die Pfarrkirche hl. Andreas gehört zum Dekanat Hartberg in der Diözese Graz-Seckau. Die Kirche steht unter Denkmalschutz.

## Geschichte
Die Kirche wurde 1418 erstmals urkundlich genannt und war bis um 1620 eine Filialkirche von Wörth. Der gotische Bau mit barocken Erweiterungen und Zubauten erhielt 1968 eine markante Einrichtungsumgestaltung.

## Architektur

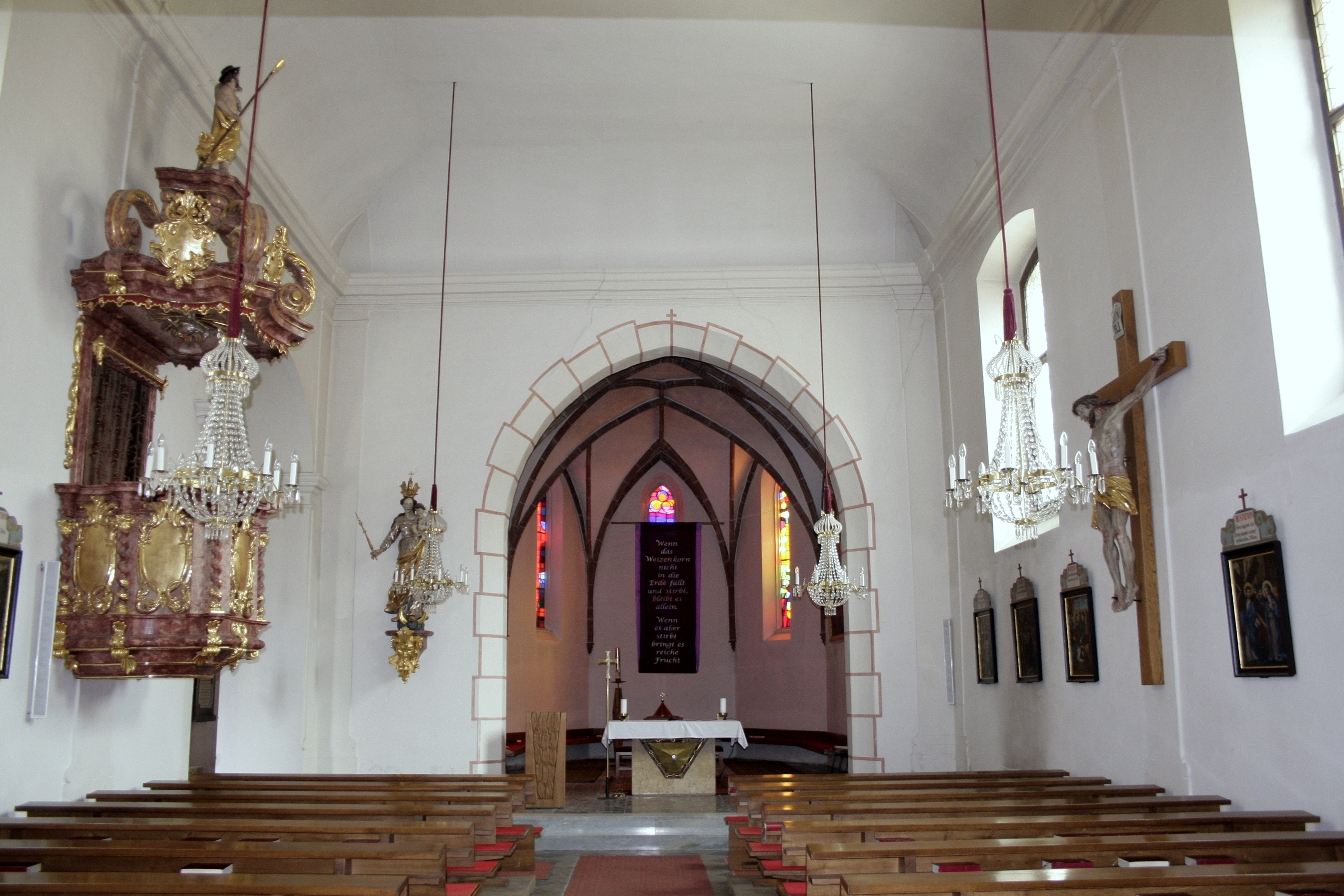
Vom Langhaus zum Chor

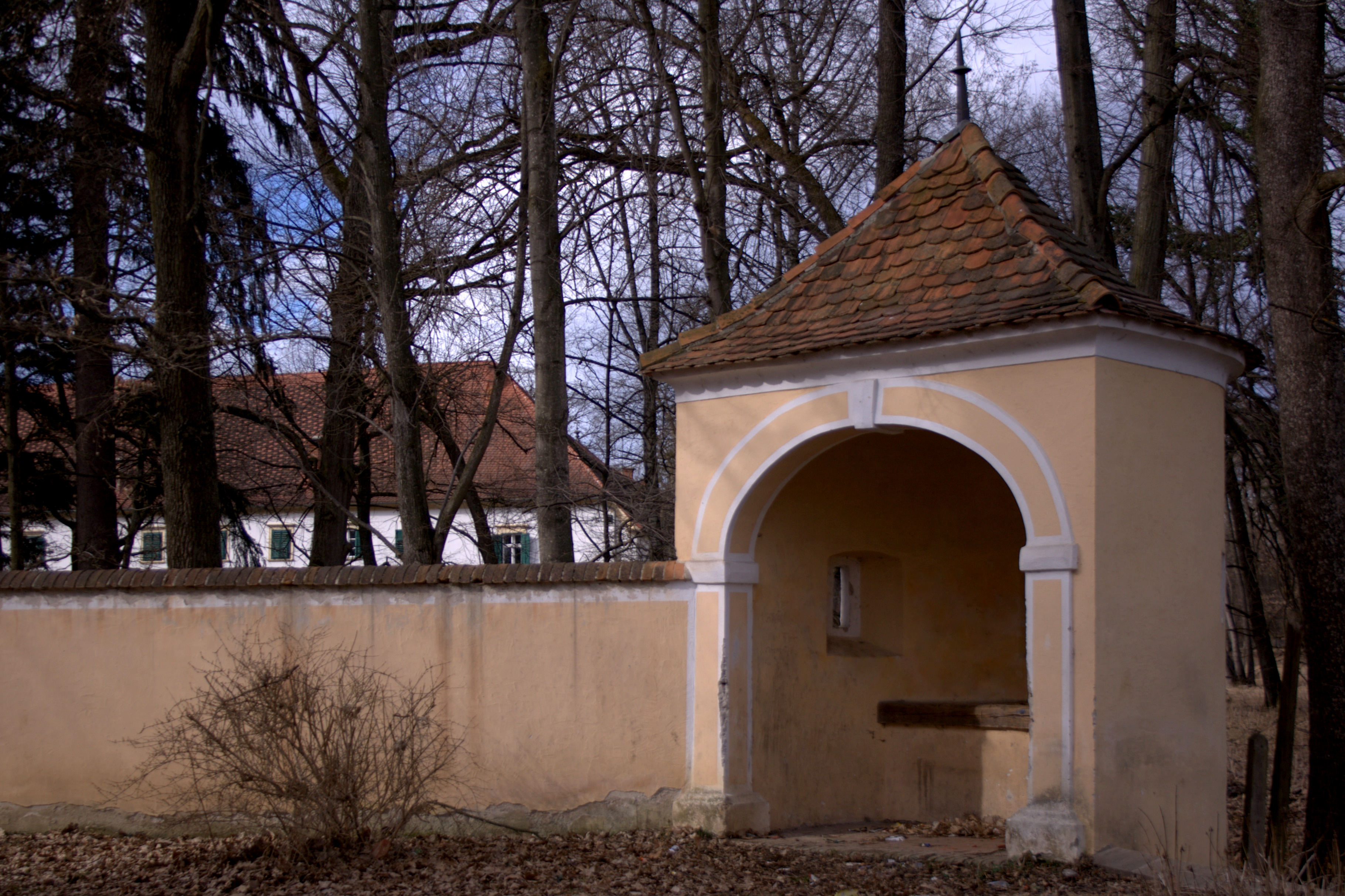
Initienkapelle Neudau

Die anfängliche Kapelle ist als zweijochiger Chor mit einem 3/8-Schluss und einem zarten Netzrippengewölbe auf Tonkonsolen mit Strebepfeilern erhalten. Das Langhaus mit einem flachen Spiegelgewölbe wurde 1722 angebaut. In der Langhaussüdwand ist der spätgotische Bau im Kern erhalten geblieben. Im Westen ist ein massiver Turm vorgestellt. Die Glockengeschoße mit Pilastergliederung tragen einen 1867 erneuerten Turmhelm. Nördlich wurden 1735 eine Seitenkapelle und die Sakristei angebaut. 1893 wurde südseitig ein Treppenaufgang angebaut und eine Kapelle erweitert.
In der Gruftkapelle befinden sich Grabsteine zur Adelsfamilie Kottulinsky, datiert mit 1772 und 1801.
Um die Kirche wurden drei barocke Initienkapellen erbaut. Auf dem Kirchenvorplatz steht eine Mariensäule mit dem Wappen der Kottulinsky, geschaffen von Veit Königer (1765).

## Ausstattung

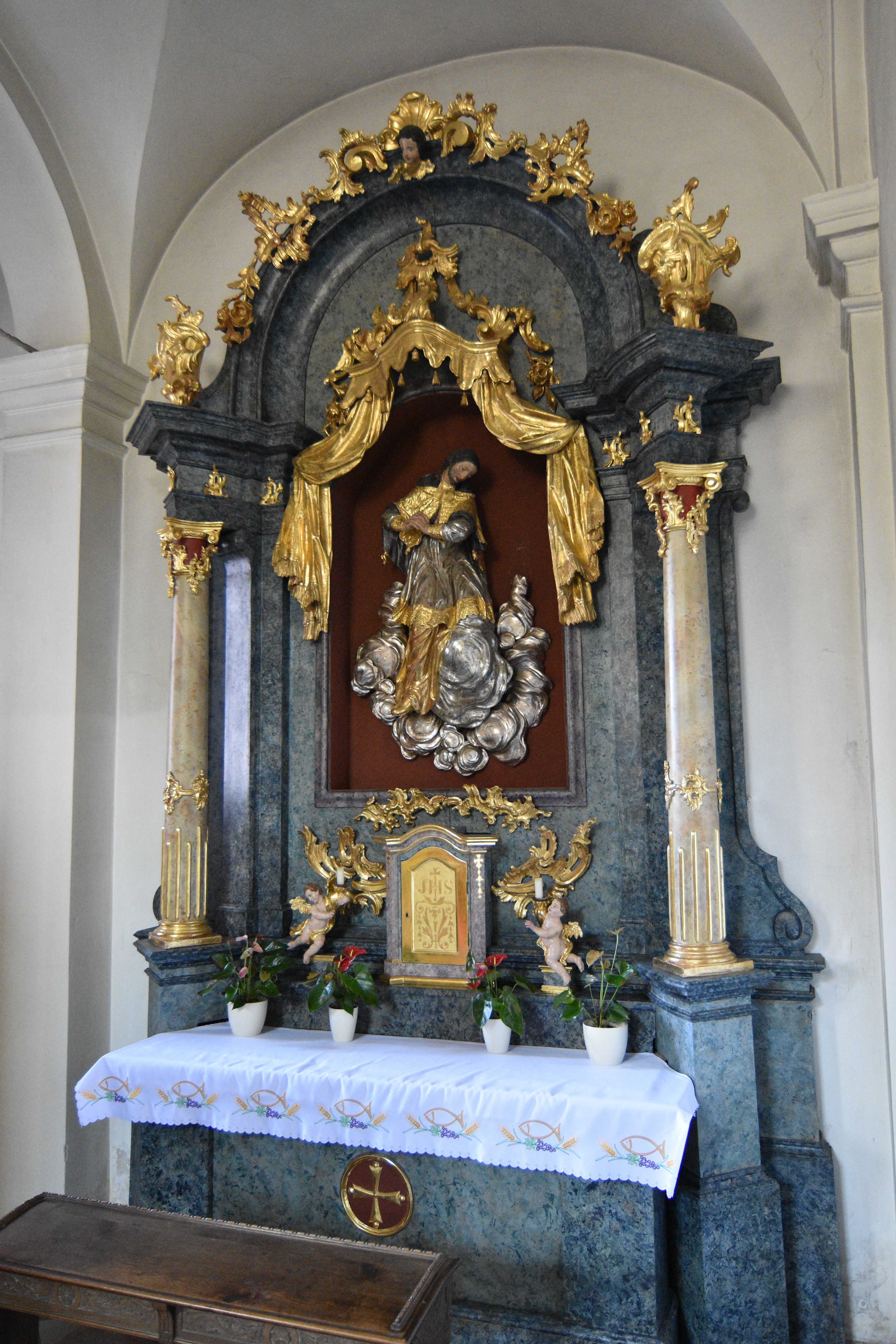
Der Kapellenaltar

Die barocken Altäre aus dem Jahr 1764 wurden 1968 entfernt. Das Hochaltarbild hl. Andreas und die Figur Maria mit Kind und die Apostelfürsten sind erhalten; der Hochaltar wurde nach Wolfsberg i. S. übertragen. Die Kanzel stammt aus dem Jahr 1752. Den Kapellenaltar baute Veit Königer im 3. Viertel des 18. Jahrhunderts. Vor dem Kapellenaltar ist eine Rokoko-Ampel aus Silber zu sehen. Die spätbarocken Kirchenbänke und die Musikempore sind aus dem 19. Jahrhundert.
Die alte Orgel baute 1906 Konrad Hopferwieser senior.